# Daniel Retuerta
Daniel Retuerta Ruiz (Fuenlabrada, Madrid, 5 de noviembre de 1989) es un actor español. Desde niño ha participado en multitud de series como Más que amigos, Menudo es mi padre y Amar en tiempos revueltos. Es especialmente recordado por el personaje de Roque en la exitosa serie El Internado y su papel en la serie Compañeros, ambas en Antena 3.

## Biografía
Empezó a participar en cástings desde los 6 años y con apenas 8 años fue seleccionado para interpretar pequeños papeles en las series Más que amigos en Telecinco y Menudo es mi padre en Antena 3. En el año 1998, alcanza la popularidad en España con la serie Compañeros, estrenada en Antena 3 a finales de los años 1990. En la serie Retuerta da vida a Lolo, el hermano pequeño de Valle, una de las protagonistas. Su personaje fue la de un niño travieso y divertido que con el tiempo gana peso dentro de la serie, llegando a desarrollar alguna subtrama propia. La serie fue un éxito para todos los intérpretes principales para cuando finaliza en 2002, tras 121 episodios. Tras el fin de Compañeros, Daniel Retuerta participó en la película El viaje de Carol de Imanol Uribe como junto a Clara Lago, Juan José Ballesta y Álvaro de Luna, entre otros. A partir de 2003 tiene papeles episódicos en las series Ana y los 7 y Hospital Central. Posteriormente logra un papel recurrente en la serie de época Amar en tiempos revueltos, con el que sumó más de 50 capítulos, y participa en la serie Matrimonio con hijos, en el que interpreta a uno de los protagonistas de la serie. 
Entre 2007 y 2010 participó en la serie El Internado junto a Blanca Suárez y Ana de Armas. En la serie interpretó a Roque Sánchez, uno de sus papeles más destacados ya que durante su desarrollo se desveló como uno de los villanos que con sus acciones afectaron dramáticamente al resto de los personajes. El rol interpretado por Daniel Retuerta es uno de los más recordados por el impacto entre los seguidores de la serie, pero también ha supuesto para el actor sufrir comentarios negativos y ataques personales en las redes sociales varios años después del final de la serie.
Tras su participación en El Internado participó en las web series 100 Calabazas, Edición Especial Coleccionista y El Diario de Jason. En el 2016 también apareció en un capítulo de la serie Centro Médico antes de participar en un rol secundario en la serie Servir y proteger, un melodrama policiaco emitido en TVE 1, en el que Retuerta dio vida a Carlos. Posteriormente ha seguido apareciendo en largometrajes y cortometrajes entre los que destaca "Bowline Doble" (Frank Cazman,2023) del cual es coautor.
Desde finales de la década de 2010 su carrera se orienta también hacia el teatro. Ha participado en más de una decena de obras entre pequeño y gran formato en diversas salas de circuito off de Madrid (Off Latina, Microteatro por dinero, Teatro de las Aguas, La encina Teatro, Teatro de la antigua Mina...) entre las que destacan sus cuatro colaboraciones con Sergi Manel Alonso y su Compañía "La fantoche". En 2022 se reunió con Jorge San José, otro ex-intérprete de la serie Compañeros, en la obra de teatro Aprendiz de muerte.
Sin abandonar su carrera actoral, entre 2006 hasta el 2012 estuvo trabajando en sus propias maquetas musicales de género Rap, si bien no llega a publicar ningún disco de manera oficial. Algunas de sus canciones son Mi finalidad, Sólo en España, Avataris Panacea, Respeto y boca a boca, Con más vidas que un escuadrón de gatos inmortales, Escuadro de Colabos, y Caza de brujas.
Daniel Retuerta es autor de un podcast llamado Charlas insignificantes y participa en otros como Tiempo de Culto.

## Filmografía

### Series
| Series      | Series                         | Series    | Series                            | Series           |
| Año         | Título                         | Cadena    | Papel                             | Notas            |
| ----------- | ------------------------------ | --------- | --------------------------------- | ---------------- |
| 2021        | Parot                          | Prime     | Informático                       | Papel secundario |
| 2017        | Servir y proteger              | TVE 1     | Carlos                            | Papel secundario |
| 2016        | Centro Médico                  | TVE 1     | Pedro Gil                         | 1 capítulo       |
| 2015 - 2017 | El Diario de Jason             | Web serie | Samuel Britins                    | Papel principal  |
| 2013 - 2016 | Edición Especial Coleccionista | Web serie | Andrés Puntilloso "El critikator" | Papel principal  |
| 2011 - 2012 | 100 Calabazas                  | Web serie | Iván                              | Papel principal  |
| 2007 - 2010 | El internado                   | Antena 3  | Roque Sánchez                     | Papel principal  |
| 2006 - 2007 | Matrimonio con hijos           | Cuatro    | Kiko Camacho                      | Papel principal  |
| 2005 - 2006 | Amar en tiempos revueltos      | TVE       | Ángel Gaspar Piñeiro              | 51 capítulos     |
| 2003 - 2004 | Hospital Central               | Telecinco | Emilio                            | 3 capítulos      |
| 2003        | Ana y los 7                    | TVE 1     |                                   | 1 capítulo       |
| 1998 - 2002 | Compañeros                     | Antena 3  | Manuel "Lolo" Bermejo             | Papel principal  |
| 1997 - 1998 | Menudo es mi padre             | Antena 3  |                                   |                  |
| 1997        | Más que amigos                 | Telecinco | Dani                              | 6 capítulos      |

### Cine
| Cine | Cine                                            | Cine                             | Cine                        |                           |
| Año  | Título                                          | Dirección                        | Papel                       | Notas                     |
| ---- | ----------------------------------------------- | -------------------------------- | --------------------------- | ------------------------- |
| 2023 | Largometraje "Soy una buena persona"            | Norberto Ramos del Val           | Dani                        | Personaje secundario      |
| 2023 | Largometraje "La Luna De Babel"                 | Francisco Recio                  | Aitor                       | Papel principal           |
| 2022 | Cortometraje "Bowline doble"                    | Frank Cazman                     | Óscar                       | Papel principal (autoría) |
| 2020 | Cortometraje "El amor es una especie de guerra" | Agus Solsona                     |                             | Papel principal           |
| 2018 | Largometraje "El Final Del Tríptico"            | William Corr                     | Fabián                      | Personaje secundario      |
| 2017 | Cortometraje "Chicken Pox"                      | Aisha Fajardo                    |                             | Papel principal           |
| 2017 | Cortometraje "Causa Noble"                      | David oeo                        |                             | Papel principal           |
| 2017 | Cortometraje "Selfie Vampiro"                   | César Ríos                       | Will                        | Personaje secundario      |
| 2016 | Largometraje "Solo Secuencias"                  | Chico Morera                     | Excursionista               | Personaje secundario      |
| 2016 | Cortometraje "Candela"                          | David Fernández Torrico          | Toni                        | Personaje secundario      |
| 2016 | Cortometraje "ZONG"                             | Borja Echeverría                 | El amigo                    | Papel principal           |
| 2015 | Cortometraje "Manías"                           | Santiago Capuz                   | José                        | Papel secundario          |
| 2015 | Cortometraje "Hawaiana"                         | Frank Cazman                     | Alfonso                     | Papel principal           |
| 2014 | Cortometraje "Conciencia Robada"                | José Juan Eleuterio              | Nacho                       | Personaje secundario      |
| 2014 | Cortometraje "Por ti, Madrid"                   | Jurek Jabloniky                  | Narrador/Chico 1            | Papel principal           |
| 2013 | Little secret film "Nova"                       | Ezequiel Romero y Bruno Teixidor | Novio V.O.                  | Personaje secundario      |
| 2012 | Cortometraje "Ayúdame a recordar"               | Fran Casanova                    | Santi-Mayor                 | Personaje secundario      |
| 2012 | Cortometraje "Buenas noches"                    | Chema De la vega                 | Anfitrión                   | Papel principal           |
| 2012 | Cortometraje "Sin mirar atrás"                  | Antón González                   | Protagonista                | Papel principal           |
| 2002 | El viaje de Carol                               | Imanol Uribe                     | Culovaso                    |                           |
| 2001 | Últimas vacaciones                              | Neri Parenti                     | Niño en habitación de hotel | Personaje secundario      |

### Programas de televisión
| Programas de televisión | Programas de televisión                     | Programas de televisión | Programas de televisión |
| Año                     | Título                                      | Cadena                  | Notas                   |
| ----------------------- | ------------------------------------------- | ----------------------- | ----------------------- |
| 2006                    | Soy el que más sabe de televisión del mundo | Cuatro                  | Concursante             |

### Teatro
| Fecha | Nombre                       | Compañía       | Director            |
| ----- | ---------------------------- | -------------- | ------------------- |
| 2022  | Un aprendiz de muerte        |                | J. Carlos Barón     |
| 2022  | Mermelada en tu mirada       | La imprevista  |                     |
| 2022  | Mi cámara y tú               |                | Darío Frías         |
| 2021  | Maribel y la extraña Familia | Ariel Cordelia |                     |
| 2021  | Bar Murray                   | La fantoche    |                     |
| 2020  | Abierto al público           |                | Sergi Manel Alonso  |
| 2019  | Vintage Future               |                | Sergi Manel Alonso  |
| 2015  | Desentonados                 |                | Ruddy Méndez        |
| 2014  | Qué Mando?!!                 |                |                     |
| 2013  | No hay quien os entienda     |                | Tamara García       |
| 2012  | Cuando despiertes            |                | José Juan Eleuterio |
| 2012  | Microteatro "De la mano"     |                | Luis Sampedro       |